# 加州打字机

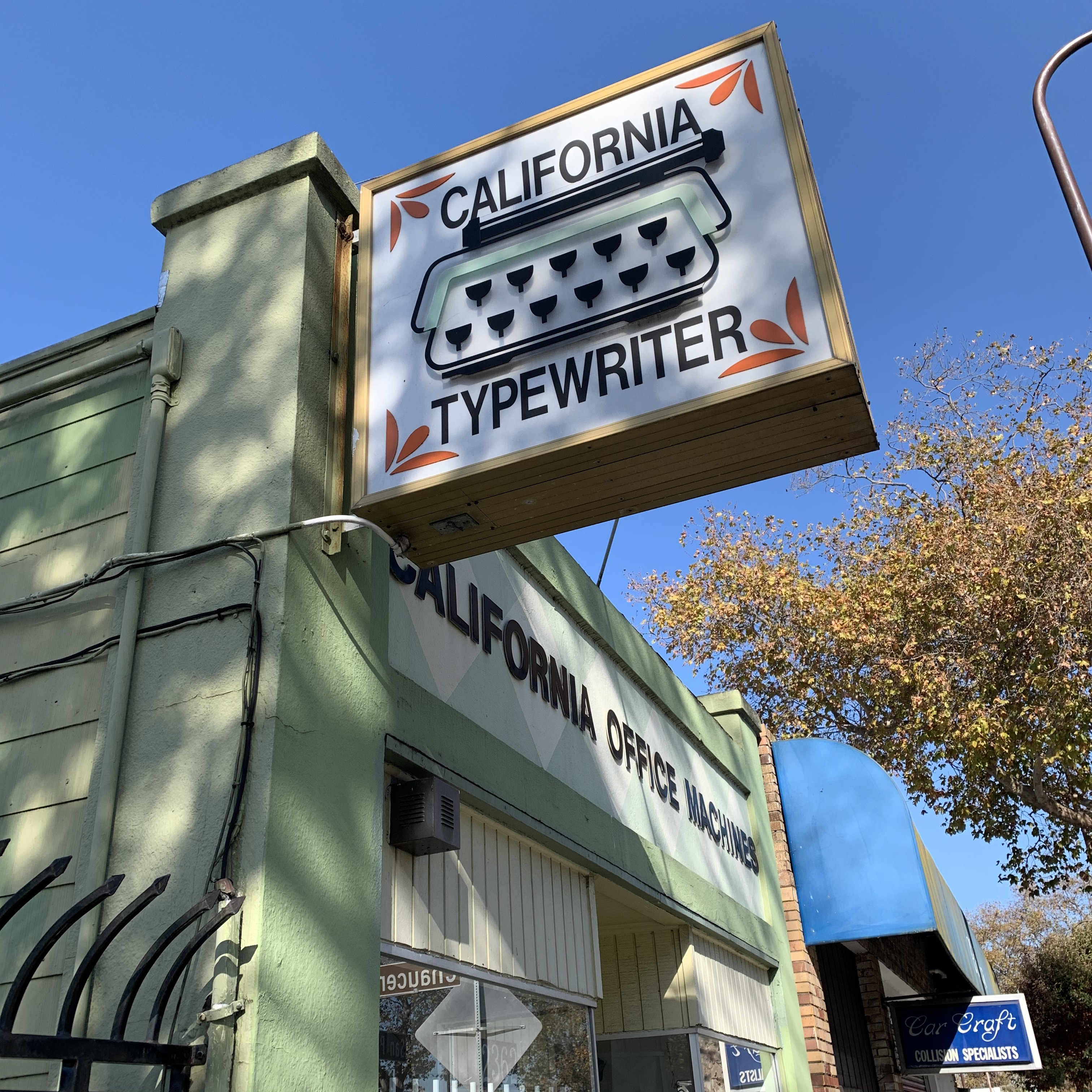
位于加州伯克利的同名商店

《加州打字机》（英語：California Typewriter）是2016年上映的纪录片，由道格·尼科尔执导，探索了与打字机有关的神话，许多痴迷打字机的人（包括汤姆·汉克斯、約翰·梅爾、大卫·麦卡洛和山姆·谢泼德）赞美打字机的物质性，它既是一种物体，也是一种创造精神的象征。它还记录了加利福尼亚打字机公司的挣扎，其为是美国仅存的几家打字機修理店之一。

## 评价
这部电影在2016年特柳赖德电影节上首映，并获得了评论界的一致好评。在烂番茄网站上，这部电影获得了37条评论中的100%的好评，平均评分为8.05/10。在Metacritic上，基于14位影评人，这部电影的加权平均分为80。